# 1ª Divisão 2018-2019 (hockey su pista)
La 1ª Divisão 2018-2019 è stata la 79ª edizione del torneo di primo livello del campionato portoghese di hockey su pista; disputato tra il 13 ottobre 2018 e il 25 maggio 2019 si è concluso con la vittoria del Porto, al suo ventitreesimo titolo.

## Stagione

### Formula
La 1ª Divisão 2018-2019 vide ai nastri di partenza quattordici club; la manifestazione fu organizzata con un girone all'italiana, con gare di andata e ritorno per un totale di 26 giornate: erano assegnati 3 punti per l'incontro vinto e un punto a testa per l'incontro pareggiato, mentre non ne era attribuito alcuno per la sconfitta. Al termine del campionato la squadra prima classificata venne proclamata campione del Portogallo. Le squadre classificate dal dodicesimo al quattordicesimo posto retrocedettero direttamente in 2ª Divisão, il secondo livello del campionato.

## Classifica finale
|  | Pos. | Squadra         | Pt | G  | V  | N | P  | GF  | GS  | DR  |
|  | ---- | --------------- | -- | -- | -- | - | -- | --- | --- | --- |
|  | 1.   | Porto           | 67 | 26 | 22 | 1 | 3  | 150 | 65  | +85 |
|  | 2.   | Oliveirense     | 64 | 26 | 20 | 4 | 2  | 121 | 58  | +63 |
|  | 3.   | Sporting CP     | 61 | 26 | 19 | 4 | 3  | 135 | 71  | +64 |
|  | 4.   | Benfica         | 53 | 26 | 16 | 5 | 5  | 114 | 77  | +37 |
|  | 5.   | Barcelos        | 42 | 26 | 11 | 9 | 6  | 106 | 91  | +15 |
|  | 6.   | Braga           | 31 | 26 | 9  | 4 | 13 | 85  | 98  | -13 |
|  | 7.   | Paço de Arcos   | 31 | 26 | 9  | 4 | 13 | 79  | 109 | -30 |
|  | 8.   | Juventude Viana | 30 | 26 | 8  | 6 | 12 | 90  | 112 | -22 |
|  | 9.   | Riba De Ave     | 29 | 26 | 7  | 8 | 11 | 74  | 90  | -16 |
|  | 10.  | Valongo         | 26 | 26 | 7  | 5 | 14 | 78  | 102 | -24 |
|  | 11.  | Turquel         | 26 | 26 | 8  | 2 | 16 | 72  | 113 | -41 |
|  | 12.  | Oeiras          | 23 | 26 | 7  | 2 | 17 | 88  | 115 | -27 |
|  | 13.  | Sporting Tomar  | 22 | 26 | 5  | 7 | 14 | 64  | 84  | -20 |
|  | 14.  | Marinhense      | 10 | 26 | 3  | 1 | 22 | 76  | 147 | -71 |

Legenda:
  Vincitore della Coppa del Portogallo 2018-2019.
      Campione del Portogallo e ammessa all'Eurolega 2019-2020.
      Ammesse all'Eurolega 2019-2020.
      Ammesse alla Coppa WSE 2019-2020.
      Retrocesse in 2ª Divisão 2019-2020.
Note:
Tre punti a vittoria, uno a pareggio, zero a sconfitta.